# 朝日駅
朝日駅（あさひえき）は、三重県三重郡朝日町大字柿にある、東海旅客鉄道（JR東海）関西本線の駅である。駅番号はCJ08。
運行形態の詳細は「関西線 (名古屋地区)」を参照。

## 歴史
1966年（昭和41年）から陳情が出され続け、建設費7300万円全額を地元が負担して建設された請願駅である。
- 1983年（昭和58年）8月8日：国鉄関西本線の朝明信号場 - 富田駅間に新設開業[1][4]。旅客取扱いのみ。[2]
- 1987年（昭和62年）4月1日：国鉄分割民営化により東海旅客鉄道（JR東海）が継承[2]。
- 2006年（平成18年）11月25日：TOICA導入。

## 駅構造
相対式ホーム2面2線を有する地上駅。当初から無人駅として開業したため駅舎などの設備は一切ない。桑名駅が管理している。
列車が停車し車掌が降りた所が出入口となっており、上下線で出入り口の位置がずれている。これは車掌が切符を回収しやすいようにするためである（ただしワンマン運転の場合は出入口の前の扉は開かない）。

### のりば
| 番線 | 路線        | 方向 | 行先             |
| ---- | ----------- | ---- | ---------------- |
| 1    | CJ 関西本線 | 下り | 四日市・松阪方面 |
| 2    | CJ 関西本線 | 上り | 名古屋方面       |

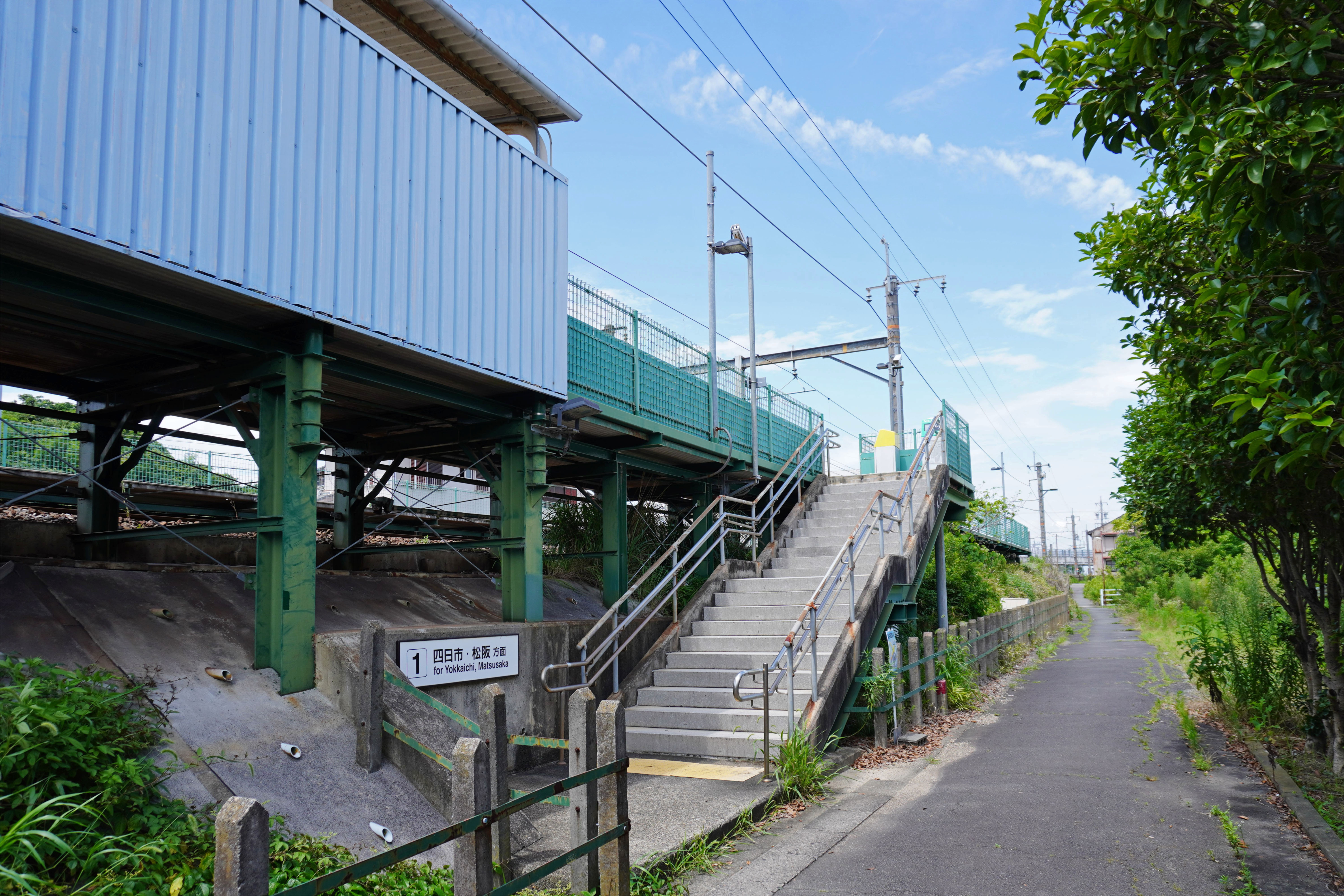
1番線ホーム出入口（2023年7月）
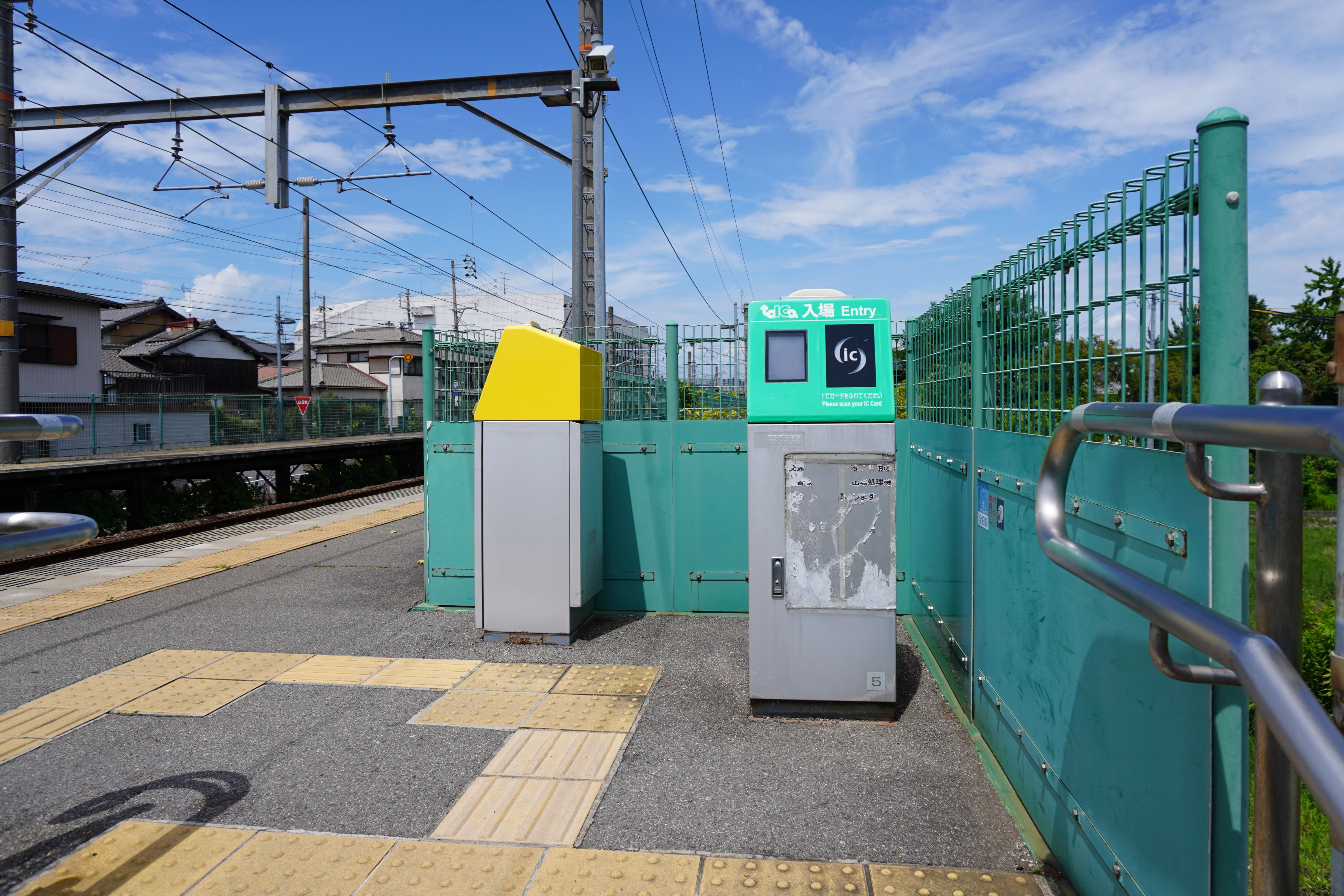
1番線ホーム改札口（2023年7月）
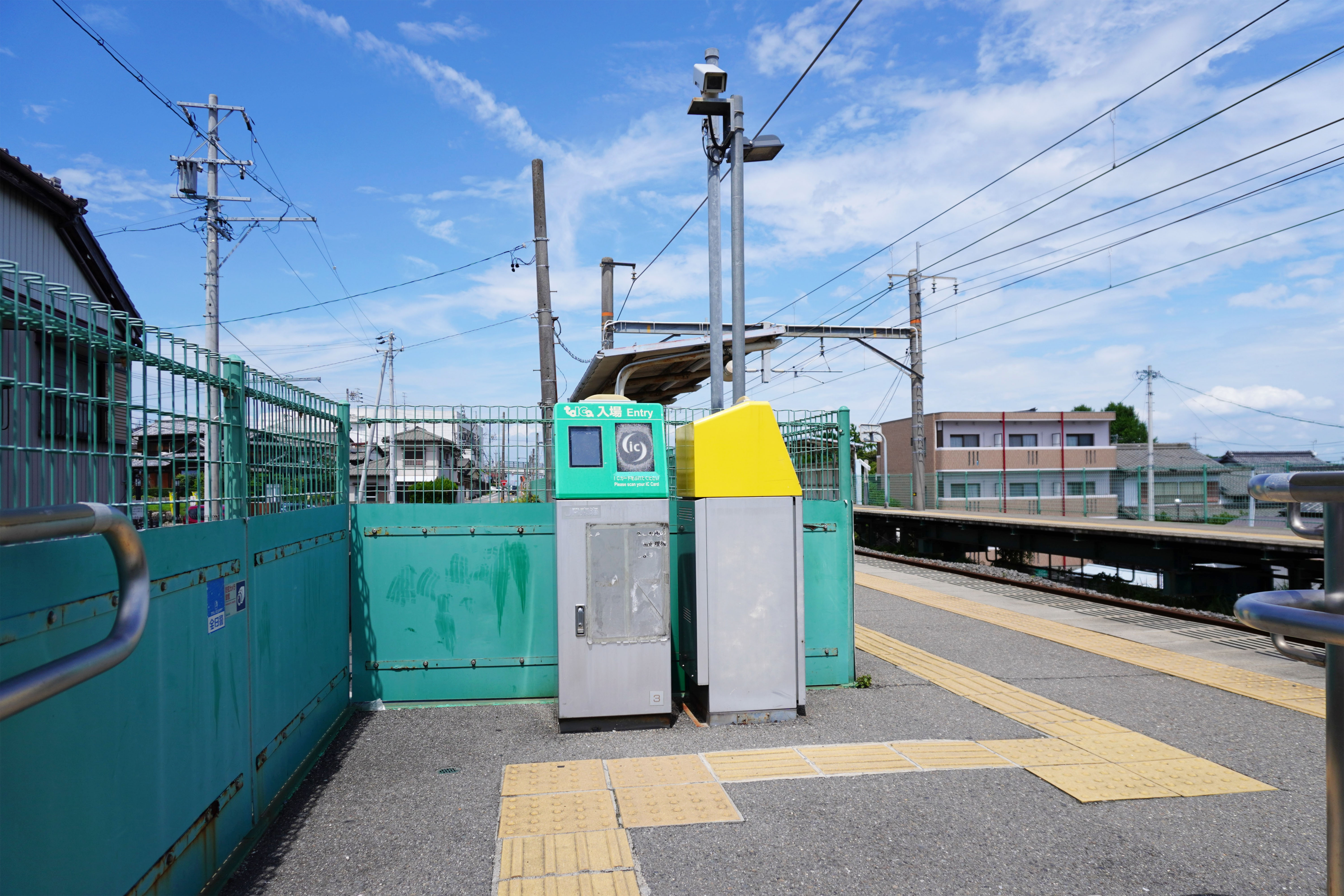
2番線ホーム改札口（2023年7月）

## 利用状況
「三重県統計書」によると、1日の平均乗車人員は以下の通りである。
| 年度   | 一日平均 乗車人員 |
| ------ | ----------------- |
| 1998年 | 417               |
| 1999年 | 434               |
| 2000年 | 420               |
| 2001年 | 380               |
| 2002年 | 352               |
| 2003年 | 395               |
| 2004年 | 390               |
| 2005年 | 385               |
| 2006年 | 410               |
| 2007年 | 463               |
| 2008年 | 498               |
| 2009年 | 511               |
| 2010年 | 503               |
| 2011年 | 513               |
| 2012年 | 526               |
| 2013年 | 533               |
| 2014年 | 538               |
| 2015年 | 578               |
| 2016年 | 584               |
| 2017年 | 617               |
| 2018年 | 655               |
| 2019年 | 697               |
| 2020年 | 597               |
| 2021年 | 620               |
| 2022年 | 673               |
| 2023年 | 786               |

## 駅周辺
- 朝日町役場
- 朝日町体育館
- 東芝三重工場
- 近鉄名古屋線伊勢朝日駅
- 旧東海道
- 和菓子屋若松園

## 隣の駅
東海旅客鉄道（JR東海）
CJ 関西本線
■快速「みえ」・■快速
通過
■区間快速・■普通
桑名駅 (CJ07) - （朝明信号場） - 朝日駅 (CJ08) - 富田駅 (CJ09)